# Каджана (фильм)
«Каджана» (груз. ქაჯანა) — художественный фильм, снятый на Тбилисской киностудии в 1941 году. Фильм снят по одноимённому роману Нико Ломоури, режиссёр Константин Пипинашвили.

## Сюжет
Действие происходит в Грузии в XIX веке. Местный князь решает присвоить землю бедняка Киколы. Для того, чтобы убедить Киколу, князь просит местную гадалку Бабале сказать жене Киколы Марте, что если тот не отдаст землю, случится несчастье с их детьми — сыном Каджаной и дочерью Като.
Вечером того же дня, в деревне отмечается Чиакоконоба - праздник, похожий на славянскую ночь Ивана Купала. Бабала приходит к кострам и рассказывает детям про ад и чертей, рассказ очень впечатляет Каджана. В это время Като решает пошутить и надевает костюм чёрта, пугает брата, и тот падает в обморок. После того, как Бабала приводит Каджана в чувство, оказывается, что он онемел. Отец узнает о горе, запрягает быков и едет к чудотворной иконе святого Георгия в маленькой церкви в горах.
После того, как семья добирается до церкви, мать и отец надевают на себя тяжелые железные хомуты и обходят храм несколько раз, но обряд не помогает, и Кикола оставляет жену и детей возле храма, а сам идет к князю и ради исцеления сына соглашается подписать документы на передачу земли. В это время Като молится чудотворной иконе, но услышав, что кто-то заходит в храм, прячется за ней. В храм входит Каджана с хомутом на шее и начинает молиться. Като задевает икону, которая начинает падать на Каджана, мальчик с криками выбегает из храма. Кикола, узнав об исцелении отказывается подписать бумагу о передаче земли. 

## Производство
Сценарий фильма основан на произведении грузинского писателя Николая (Нико) Иосифовича Ломоури (1852-1915). Взгляды Ломоури формировались под влиянием Ильи Чавчавадзе, были по сути своей народническими. Сценарий по повести Н. Ломоури написали сам режиссёр Константин Константинович Пипинашвили и сценарист Карло Иосифович Гогодзе (1909-1977). Изначально кинолента задумывалась, как продолжение фильма С.М. Эйзенштейна «Бежин луг», однако, запрет последнего и травля Эйзенштейна не позволили этим планам свершиться — киносъемки «Каджаны» были прекращены. Повторная работа над фильмом была запущена в 1940 году, кинолента вышла в прокат на грузинском и русском языках в мае 1941.  

## В ролях
- Нато Вачнадзе — Марта
- Вера Анджапаридзе — гадалка Бабале
- Спартак Багашвили — Дядя Вано
- Лейла Абашидзе — Като
- Тенгиз Амиранашвили — Каджана
- Андро Кавсадзе — Ниника
- А. Таборидзе — Жасаули
- Сандро Канделаки — Закро
- Александр Алазниспирели — Кикола
- Владимир Гвишиани
- Пётр Морской
- Ираклий Нижарадзе — текст от автора
- Читолия Чхеидзе — сестра Вано
- Тамара Датуашвили
- Давид Дзигуа — старик
- Георгий Мчедлишвили — Гиорги
- Вахтанг Нинуа
- Заал Теришвили — священник
- Алеандра Хоперия